# ハフナー ロータシュート
ハフナー ロータシュート
地上試験中のロータシュート Mark III （リングウェイ空軍基地 1942年）
- 用途：有人ローターカイト
- 設計者：ラウル・ハフナー
- 製造者：
- 初飛行：1942年
- 生産数：約8機
- 運用状況：試作のみ

ハフナー ロータシュート（Hafner H.8 Rotachute）は、1940年代にラウル・ハフナーが設計したイギリスの実験用有人ローターカイトである。

## 背景
ロータシュートは、自身の研究と開発を続けるために1933年にイギリスに移住してきた回転翼の設計を専門とするオーストリア人技術者のラウル・ハフナーの発明から開発された産物であった。ハフナーは1940年に従来のパラシュートの代わりに兵員を戦場の的確な場所に降下させる手段として一人乗りの装着式ローターカイトを提案したが、これはパラシュート製造に必要な絹の不足という観点から英航空省に対して行われた。ハフナーは短期間在留外国人として抑留されたが、リングウェイ空軍基地にある中央空挺研究所（CLE）でこの構想の可能性を研究するために釈放された。1940年10月に設計、ローター機構とローターカイトの縮尺モデルの製作作業が開始された。初期の縮尺モデルは直径約3 ft (0.91 m)のローターが木材と羽布で作られ、乗員の代わりに重しが載せられたものであった。これらは人力で浮揚させる試験では成功を収めたが、ある程度の高度で航空機により空中投棄されると振動を発生し、オートローテーション能力の不足に悩まされた。"M.3"と命名された3番目の縮尺モデルは金属製ブレードを持ち、更なる改良が加えられた後にデ・ハビランド DH.82 タイガー・モスでの曳航による浮揚と降下に初めて成功した。更なる開発と試験が1941年2月にかけて続けられた。10番目の縮尺モデル(M.10)は、直径約10 ft (3.05 m)のマスバランス付き木製ローターを備え、重量100 lb (45.3 kg)の重しを搭載した。1941年3月14日にM.10はボールトンポール オーヴァーストランドに曳航されての空中投棄に成功した。

## 設計と開発
ロータシュート、又はハフナー H.8として知られる兵員輸送用機器の設計は1940年11月から1941年にかけて産み出された。1941年9月に中央空挺研究所は空挺軍研究所（Airborne Forces Establishment）に改称された。ロータシュート Mark Iの設計は当初一つの座席、ゴム台座に載ったローターハブ、吊り下げ式操縦桿、スキッド式降着装置を備えた鋼管フレーム製構造部に尾翼と一体化したゴム引き羽布製の自然膨張式の後部フェアリングで構成されていた。木製構造の2枚のローターブレードはローターハブのヒンジを介してフラッピングとコーニング機能を実現していた。固定式のフットレストが備えられ、座席の下にはブレン軽機関銃の様な小火器を収納するようになっていた。操縦桿ではロールとピッチの2軸の制御を行うことが可能で、操縦桿を回すことでロール運動を行った。航空省要求仕様 No. 11/42は要求の概要について記述するために遡及的に発行された。航空生産省は、部品の製造をF・ヒルズ。アンド・サン（F. Hills and Sons）、エアワーク・ジェネラル・トレーディング（Airwork General Trading）、ダイナフレックス（Dynaflex）、ダンロップ、H・モーリス（H. Morris & Co.）といった専門企業に下請けに出した。幾つかのあ実物大回転翼がフォード製の平台トラック上に載せられた旋回軸に取り付けられて試験にかけられ、実物大の無人機が地上試験と飛行試験に使用された。

## 運用の歴史
1942年1月に行われたロータシュート Mark Iの評価試験は、トラックに搭載したリグ上に載せた機体をパイロットが操縦して前進状態での空力特性を測るものであった。2月11日にリングウェイにおいてロータシュートの試作機は人力でローターを回転させた後にハンバー車に牽引されて車輪付き台車上からの浮揚に初めて成功した。操縦したI・M・リトル（I.M. Little）大尉はレーダーの調整任務でオートジャイロのアヴロ/シェルヴァ C.30 ロータを操縦した経験があり、後に空軍十字章を授与された。これと以降の試験においてこの機体は着陸時に横転してブレードを破損したが、パイロットは負傷しなかった。スネイス空軍基地で実施された阻塞気球の下での係留試験と更に長期の試験ではより良好な結果を収めた。自然膨張式の後部胴体は明らかに方向安定性に問題があったため、ロータシュート Mark IIでは木製フレームの骨組みを持つより長い後部胴体となると共に重心位置下に2つの車輪を備えるようになった。
1942年2月15日に部隊は再度改編されAirborne Forces Experimental Establishment (AFEE)となったが、所在地はリングウェイ基地のままであった。AFEEの回転翼部門はスネイス空軍基地とチェルヴェストン空軍基地の分遣隊期間により長い滑走路上での試験を続けた。5月29日に行われたロータシュート Mark IIの初飛行はジープに牽引されて行われ、更に回数を重ねた牽引飛行も成功した。他方、木製フレームの骨組みにドープを塗布したリンネルを張り、固定式の水平尾翼を備えた後部胴体を持つロータシュート Mark IIIが製作された。6月2日から始まったMark IIIの試験飛行ではジープに繋がれた最長300 ft (91.4 m)の牽引ロープで100 ft (30.5 m)の高度まで到達した。6月9日からは牽引された状態で飛行中投棄や着陸に成功した。
1942年6月17日からロータシュート Mark IIIは、長さ300 ft (91.4 m)の曳航索でタイガー モス機に曳航されての空中試験が開始された。2回の曳航飛行の後でロータシュートは高度200 ft (61 m)で切り離され、初の有人自由飛行と操縦による着陸を実施した。その後に最大高度3,900 ft (1,189 m)からを含む自由飛行を行った。7月1日にAFEEはリングウェイからシェアバーン・イン・エルメット空軍基地へ拠点を移した。方向安定性の増大を図ったロータシュート Mark IVは、固定式水平尾翼の先端に安定板を取り付けた。
ロータシュートのコンセプトは実現可能であることが実証されたが、この種の機器に対する要求仕様で実戦化された物は無かった。8機程のロータシュートが製作され、そのほとんどが順次Mark III仕様に、その後Mark IV仕様に改装された。これらの機体は、後続の計画であるオートジャイロ能力を持つ空中曳航/着陸車両のハフナー ロータバギーの飛行特性の研究のために1943年終わりまで地上と空中での試験が続けられた。

## 現存機
1943年にMark IV仕様に改装されたロータシュート Mark IIIである5番目に機体（P-5）がMuseum of Army Flyingに展示されている。

## 要目 （ロータシュート Mk III）
出典: Jarrett 1991
諸元
- 乗員: 1
- 全長: 3.05 m （10 ft）
- 全高: 1.52 m （5 ft）
- ローター直径: 4.57 m （15 ft）
- 空虚重量: 34.5 kg （76 lb）
- 運用時重量: 133.8 kg （295 lb）

性能
- 最大速度: 173.8 km/h  108 mph